# Magnus Jakob Crusenstolpe

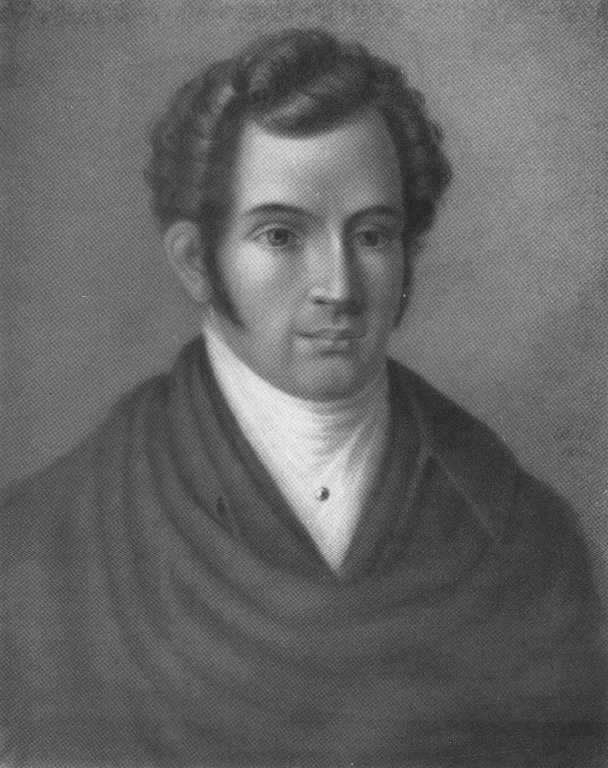
Magnus Jakob Crusenstolpe hacia 1824

Magnus Jakob Crusenstolpe (Jönköping, 11 de marzo de 1795-1865) fue un historiador sueco, que adquirió pronto fama como escritor político e histórico.
Hijo de Johan Magnus Crusenstolpe y Kristina Charlotta Nymansson, vivió buena parte de su infancia en casa de su abuelo. En su obra Politiska åsigter, de 1828, elogió lo que él denominó como «era de la libertad», que se habría extendido entre 1719 y 1772. Junto con Lars Johan Hierta se convirtió en editor de una publicación política vinculada a la oposición, pero los dos colaboradores pronto se separaron, para fundar cada uno una publicación distinta: Hjerta la titulada Aftonbladet —que abogaba por ideas «democráticas extremas»— y Crusenstolpe, en 1830, Fäderneslandet —en la que este renunció a los principios liberales que había mantenido inicialmente en su vida—, que desaparecería cuando dejó de recibir subvenciones del gobierno. Uno de sus trabajos más importantes fue Historisk tafla af högstsalig f.d. konung Gustaf IV Adolphs första lefnadsår, que fue seguido por una serie de monografías y novelas político-históricas.
Ejerció una gran influencia sobre el rey Carlos XIV, quien durante el periodo comprendido entre 1830 y 1833 tuvo completa confianza en Crusenstolpe. Sin embargo, en 1833 el historiador se convirtió en el enemigo más encarnizado del rey y usó su pluma para atacarle. En 1834 apareció su Skildringar ur det inre af dagens historia, una interesante mezcla de hechos verídicos y poesía sobre temas sociales, que contó con numerosas ediciones. En 1838 fue condenado por uno de estos exabruptos, durante tres años, por el contenido de su obra Ställningar och förhållanden. En 1840 apareció el primer volumen de Morianen eller Holstein-Gottorpska huset i Sverige, uno de sus trabajos más exitosos, que consistía en una descripción romántica de la historia de Suecia bajo la dinastía Holstein-Gottorpska. Continuaría sus labores literarias hasta su muerte en 1865. Pocos escritores suecos hicieron hecho gala de un estilo tan puro e incisivo como el de Crusenstolpe, sin embargo su labor historiográfica habría estado viciada por sus sesgos políticos y personales.